# Visvaldas Kulbokas

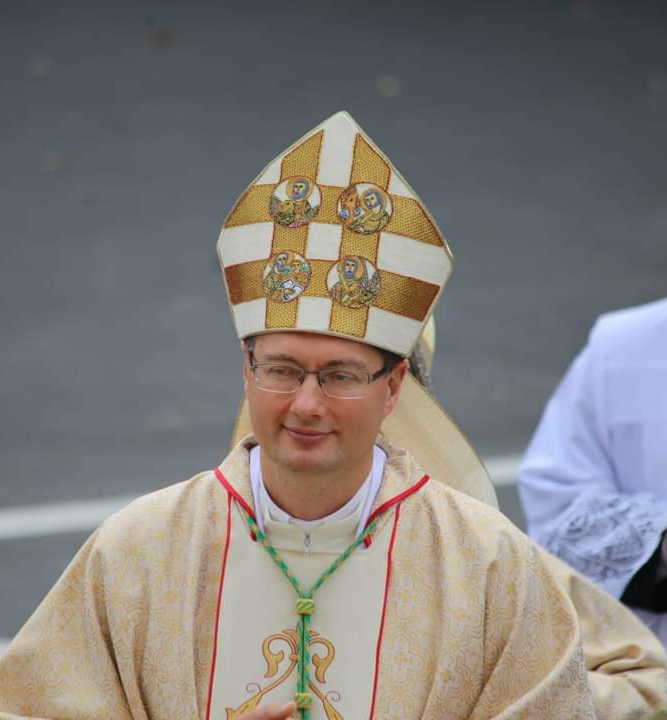
Visvaldas Kulbokas (2021)

Visvaldas Kulbokas (* 14. Mai 1974 in Klaipėda, Litauische SSR) ist ein litauischer Geistlicher, Diplomat des Heiligen Stuhls und römisch-katholischer Erzbischof.

## Leben
Visvaldas Kulbokas trat 1992 in das Priesterseminar des Bistums Telšiai in Litauen ein und studierte Philosophie und Theologie in Telšiai, ab 1994 in Rom. Die Diakonatsweihe spendete ihm Kurienbischof Stanisław Ryłko am 24. Mai 1998 in der römischen Basilika Sant’Apollinare. Am 19. Juli 1998 empfing er durch Bischof Antanas Vaičius das Sakrament der Priesterweihe für das Bistum Telšiai. 2002 wurde er an der Päpstlichen Universität Santa Croce zum Doctor theologiae promoviert. 2004 beendete er an der PUSC ein Lizentiatsstudium in Kanonischem Recht. Von 2001 bis 2004 studierte er an der Päpstlichen Diplomatenakademie.
Im Jahr 2004 trat er in den diplomatischen Dienst des Heiligen Stuhls ein. Er war in der Sektion des Staatssekretariats für die Beziehungen mit den Staaten sowie in den Nuntiaturen im Libanon (2004) und in den Niederlanden (2007–2009) sowie in Russland (2009–2017) und in Kenia eingesetzt, zuletzt im Rang eines Nuntiaturrats.
Am 15. Juni 2021 ernannte ihn Papst Franziskus zum Titularerzbischof pro hac vice von Martanae Tudertinorum und zum Apostolischen Nuntius in der Ukraine. Kardinalstaatssekretär Pietro Parolin spendete ihm am 14. August desselben Jahres in der Kathedrale St. Stanislaus in Vilnius die Bischofsweihe. Mitkonsekratoren waren der Erzbischof von Vilnius, Gintaras Grušas, und der Bischof von Telšiai, Algirdas Jurevičius.
Kulbokas spricht Italienisch, Englisch, Französisch, Spanisch, Russisch und Niederländisch.